# Poljanska dolina
Poljanska dolina je 42 km dlouhé údolí řeky Poljanské Sory. Začíná jižně od města Žiri a vede k severu a pak k východu k městu Škofja Loka, kde se setkává se Selškou dolinou. Prochází přes území obcí Žiri, Gorenja vas – Poljane a Škofja Loka. Nejužším místem je úsek mezi vesnicemi Selo a Gorenja Vas, do větší šířky se rozevírá okolo Žiri a Gorenje Vsi, kde se do Poljanské Sory vlévají větší přítoky.
Poljanská dolina představuje hranici mezi Julskými Alpami (a Alpami celkově) na severu a Dinárskými horami na jihu.
Užší část údolí západně od vesnice Gorenja Vas byla před druhou světovou válkou důkladně opevněna v rámci stavby jugoslávského pohraničního opevnění – Rupnikovy linie. Nachází se tu pevnostní uzávěr Trata, kde stojí mimo jiné dva z pouhých několika dokončených pěchotních srubů Rupnikovy linie (postavené podle vzoru pěchotních srubů československého opevnění) a jediný dokončený izolovaný dělostřelecký srub. Bunkrologové označují uzávěr Trata za nejzajímavější část jugoslávského opevnění.